# Система футбольных лиг Аргентины
Система футбольных лиг Аргентины организована Ассоциацией Футбола Аргентины и состоит из двух национальных дивизионов (Примера и Примера B Насьональ) и серии региональных дивизионов. Начиная с третьего уровня система лиг делится на две параллельные ветви: одна для клубов, непосредственно состоящих в АФА (Примера B Метрополитана, Примера C Метрополитана и Примера D Метрополитана); другая для клубов, косвенно состоящих в АФА через региональные Лиги и управляемых Федеральным советом (Торнео Федераль A, Региональный федеральный любительский турнир и региональные лиги)
К первой ветви исторически относятся клубы Большого Буэнос-Айреса (исключение составляют Росарио, Санта-Фе, Ла-Плата, а также некоторые районы провинции Буэнос-Айрес). Ко второй относятся клубы всех остальных регионов.
| Уровень | Дивизионы                                | Дивизионы                                              |
| ------- | ---------------------------------------- | ------------------------------------------------------ |
| 1       | Профессиональная лига (Примера) 24 клуба | Профессиональная лига (Примера) 24 клуба               |
| 2       | Примера B Насьональ 20 клубов            | Примера B Насьональ 20 клубов                          |
| 3       | Примера B Метрополитана 18 клубов        | Торнео Федераль A 35 клубов                            |
| 4       | Примера C Метрополитана 20 клубов        | Региональный федеральный любительский турнир 67 клубов |
| 5       | Примера D Метрополитана 18 клубов        | Региональные лиги                                      |